# André De Schepper
Pour les articles homonymes, voir Schepper.
André De Schepper est un footballeur  et entraîneur belge né le 23 mai 1913 à Heist (Belgique) et mort le 23 juin 1993 à Bruges (Belgique).

## Biographie
Débutant dans le club de sa ville natale, le FC Heist, André De Schepper ou Descheper a été attaquant au ARA La Gantoise puis au Cercle Bruges KSV en 1938-1939. Il a remplacé au cours de la saison 1945-1946 l'entraîneur du Cercle, Louis Baes, l'équipe occupant alors la dernière place au classement. Les Groen-Zwart sont relégués et la saison suivante André Deschepper ne parvient pas à faire revenir les Brugeois parmi l’élite du football belge.